# Hippo CMS
Hippo CMS es un sistema de gestión de contenidos  (Content Management System) centrado en información de código abierto. El Hippo CMS project (proyecto Hippo) fue comenzado y mantenido por Hippo. Su objetivo es la gestión de contenido de empresas medianas y grandes de distribución multicanal como sitios web e intranets. Proporciona un modo abierto y flexible de uso de información siguiendo estándares abierto internacionalmente aceptados.

## Arquitectura
La suite Hippo de productos (o Hippo CMS de gestión de contenido empresarial) comprende una colección de componentes que por medio de la separación de las preocupaciones maximiza la extensibilidad, interoperabilidad y escalabilidad. Los distintos componentes que incluye:
| Componente | Componente                                                      | Descripción | Se communica con                  |
| ---------- | --------------------------------------------------------------- | --- | --------------------------------- |
|            | Hippo CMS                                                       | Una aplicación web que proporciona la interfaz de usuario para gestión de contenidos y funciones administrativas. Su arquitectura de plugin GUI se basa en el framework web Apache Wicket. | Hippo Repository (repositorio)    |
|            | Hippo Repository (Repositorio Hippo)                            | El componente central que almacena contenido y proporciona gestión de contenido y funciones de administración. El contenido y la funcionalidad son expuestos por repositorio de contenido de la API para Java, JSR-170 y se implementan en la implementación de referencia Apache Jackrabbit.              | Hippo Site Toolkit e Hippo Portal |
|            | Hippo Site Toolkit (Conjunto de herramientas para sitios Hippo) | Este componente proporciona las herramientas para el rápido desarrollo de sitios web. Se ofrece un motor de plantillas que puede ser controlado desde Hippo CMS. Por otra parte, también posee biblioteca de etiquetas y lenguaje de expresión y ofrece desarrollo de una capa de visionado basada en JSP. | Hippo Portal                      |
|            | Hippo Portal (Portal Hippo)                                     | El componente de portal permite elegir experiencia de usuario, aplicaciones personalizadas basadas en roles, contexto, acciones, localización, preferencias y colaboración de equipo. Hippo Portal está basado en Apache Jetspeed.                                                                         |                                   |

## Código Abierto y Estándares Abiertos
Hippo CMS es fácil de usar, tiene una arquitectura técnica abierta y está diseñado para la interoperabilidad con entornos ya existentes. Hippo CMS está construido para integrar fuentes externas de contenido en una. Por lo tanto, utiliza todos los estándares abiertos pertinentes que permitan esta integración. Para muchas de las fuentes existentes, los conectores están disponibles en la base de código.
La arquitectura abierta de Hippo CMS tiene los siguientes puntos clave:
- Repositorio (faceted repository)
- Open source
- repositorio de contenido de la API para Java, JSR-170.
- Funciona con estándares abiertos.
- Reutilización de contenido.
- Separación de contenido, diseño, lógica y el propio CMS.
- Interfaz de usuario amigable para el usuario.
- XML nativo, 100% Java.
- No hay dependencia de un proveedor.

## Proyectos Open source
Hippo CMS se basa en varios proyectos de código abierto probados, principalmente los siguientes de la Apache Software Foundation:
- Wicket
- Cocoon
- Jackrabbit
- Apache Webserver
- Apache Jetspeed
- Ant
- Avalon
- Lucene
- Maven
- Xerces
- Xalan
- FOP
- Batik

Hippo CMS es, como los proyectos arriba listados, disponible bajo licencia Apache 2.0. También usa Xinha, que tiene licencia BSD, para editar campos de texto enriquecidos.

## Nota
- Esta obra contiene una traducción  derivada de «Hippo CMS» de Wikipedia en inglés, publicada por sus editores bajo la Licencia de documentación libre de GNU y la Licencia Creative Commons Atribución-CompartirIgual 4.0 Internacional.

- Datos: Q5768365
- Multimedia: Hippo CMS / Q5768365